# 森本潤
森本 潤（もりもと じゅん、1996年6月4日 - ）は、ジャパンラグビーリーグワン三菱重工相模原ダイナボアーズに所属するラグビー選手。

## プロフィール
- 大阪府出身[1]。
- ポジションはプロップ(PR)。
- 身長 175 cm、体重 112 kg

## 略歴
2015年、常翔啓光学園高校卒業後、日本大学に入る。
2019年、日本大学卒業後、三菱重工相模原ダイナボアーズに加入。
2020年1月12日にジャパンラグビートップリーグ第1節NTTドコモレッドハリケーンズ戦に途中出場で公式戦初出場を果たす。